# Figuren aus Yōkoso Jitsuryoku Shijō Shugi no Kyōshitsu e
Dieser Artikel gibt sämtliche Figuren aus Yōkoso Jitsuryoku Shijō Shugi no Kyōshitsu e, einer Light-Novel-Reihe von Shōgo Kinugasa, wieder. Die Romanreihe erfuhr eine Umsetzung als Manga- und Anime-Fernsehserie.
Da sich die Anime-Serie und die Romanvorlage in mehreren Aspekten unterscheiden, orientiert sich der Artikel an der Romanreihe.

## Figuren

### Schule

#### Schüler der D-Klasse
Kiyotaka Ayanokōji (綾小路 清隆, Ayanokōji Kiyotaka)
Kiyotaka Ayanokōji ist ein unscheinbarer und ruhiger Schüler mit scheinbar durchschnittlich schulischen Leistungen. Es wird offenbart, dass er sowohl die körperliche als auch geistige Eignung hat, die höchste Klasse zu erreichen, sofern er diese anstreben würde. Aus unbekannten Gründen wollte er jedoch in die D-Klasse eingestuft werden. Seine Klassenlehrerin erwähnte, dass es einen Schüler gab, der in allen Aufnahmeprüfungen 50 von 100 möglichen Punkten erreichte. Obwohl er körperlich nicht den Anschein macht, fit zu sein, ist er sehr sportlich und besitzt stark ausgeprägte Kampffähigkeiten, die er in mehreren Situationen bewiesen hat.
Zudem ist er in Wahrheit äußerst intelligent und weiß, wie er seine Mitschüler gezielt manipulieren kann, um Situationen zu seinen Gunsten zu drehen. In seiner Vergangenheit war er Teil eines Experiments einer geheimen Organisation, die seinem Vater gehört. Die Tests fanden in einer geheimen Einrichtung, die „weißes Zimmer“ genannt wurde, statt. Dort wurde er gemeinsam mit anderen Kindern gezwungen eine Reihe von Testungen zu absolvieren, die die Kinder in Jugendliche mit übermenschlichen Fähigkeiten trainieren sollte. Es wird angedeutet, dass Kiyotaka als einziger die Erwartungen erfüllen und seither kein anderes Testobjekt annähernd seine Leistungen erreichen konnte. Er zieht es vor, im Hintergrund zu bleiben und seine Mitschüler zu benutzen, um seine Ziele zu erreichen, sofern dies nötig ist.
Suzune Horikita (堀北 鈴音, Horikita Suzune)
Suzune ist eine Klassenkameradin Kiyotakas. Sie wird als selbstsüchtig, aber auch als intelligent beschrieben. Wie Kiyotaka auch, ist sie eher schweigsam. Sie ist der Meinung, dass Freunde unnötig seien. Lediglich mit Kiyotaka spricht sie häufiger, da sein einfühlsamer und mysteriöser Charakter ihr Interesse geweckt hat. Dennoch hat sie Zweifel an seinen Charakter und ist der Meinung, dass er einige Charakterzüge verheimlicht.
Ihr älterer Bruder Manabu ist Vorsitzender der Schülervertretung. Aus Beschämung, dass sie lediglich in die D-Klasse eingestuft wurde, distanziert dieser sich von ihr. Ihr Verhalten gegenüber ihren Mitschülern ändert sich im Verlaufe der Handlung zum Besseren, da sie erkennt, dass sie als Einzelgängerin an der Schule schnell an ihre Grenzen kommt und lernt, Hilfe von anderen anzunehmen.
Kikyō Kushida (櫛田 桔梗, Kushida Kikyō)
Kikyō ist eine Schülerin aus der D-Klasse. Nach außen gibt sie vor, freundlich, hilfsbereit und zuvorkommend zu sein. Allerdings besitzt sie eine zweite Persönlichkeit, die gewalttätig, kaltblütig und skrupellos ist. Obwohl sie eine Abneigung gegen Suzune hegt, versucht sie, ihr zunächst näher zu kommen. In der Romanreihe wird bekannt, dass Suzune und Kikyō die gleiche Mittelschule besuchten. Kikyō war an einem Zwischenfall direkt involviert, an welcher ihre Klasse zerbrach.
Airi Sakura (佐倉 愛里, Sakura Airi)
Airi ist eine Schülerin, die aufgrund ihrer Schüchternheit und Nervosität der Klasse D zugeteilt wurde. Aufgrund ihrer dadurch resultieren Schwierigkeiten, sich mit anderen Menschen zu unterhalten, zieht sie es vor, nicht im Rampenlicht zu stehen. Vor ihrer Zeit an der Oberschule war sie ein Gravure Idol, bis sie ihr Leben durch einen Stalker in Gefahr sah.
Kei Karuizawa (軽井沢 恵, Karuizawa Kei)
Kei ist eine gute Schülerin innerhalb der D-Klasse, die aufgrund ihrer Charakterschwäche in ebendieser eingeteilt wurde. Sie war in ihrer Grund- und Mittelschulzeit Opfer von massivem Mobbing. In der Romanreihe hält sie zunächst wenig von Kiyotaka, jedoch ändert sich dies im weiteren Verlauf der Geschichte und beide kommen sich näher.
Sie bemerkt auch, dass Kiyotaka eine dunkle, mysteriöse Seite besitzt, die er von anderen verbergen will.
Yōsuke Hirata (平田 洋介, Hirata Yōsuke)
Yōsuke ist aus unbekannten Gründen der Klasse D zugeteilt worden. Er ist freundlich, hilfsbereit und sehr schlau. Er geht eine Scheinbeziehung mit Kei Karuizawa ein, um diese vor möglichen Mobbingattacken zu schützen.
Im Roman wird angedeutet, dass er beginnt Kiyotaka zu verdächtigen, seine Mitschüler gezielt zu manipulieren und Situationen zu schaffen, die für diesen von Vorteil sind.
Rokusuke Kōenji (高円寺 六助, Kōenji Rokusuke)
Rokusuke ist ein Narzisst, der lediglich auf sein Äußeres achtet und aufgrund seines Egoismus und seiner Arroganz der D-Klasse zugeordnet wurde. Er stammt aus einer reichen Familie, weswegen er sich im Gegensatz zu seinen Mitschülern keine Sorgen macht, am Monatsende ohne private Punkte auskommen zu müssen.
Ken Sudō (須藤 健, Sudō Ken)
Ken ist ein Klassenkamerad von Kiyotaka in der D-Klasse. Er ist weniger intelligent, dafür aber der sportlichste Schüler seiner Klasse. Ken ist Mitglied der Basketball-Klubs der Schule. Aufgrund seiner aufbrausenden Art und leicht zu provozierenden Charakters wird er schnell zur Zielscheibe anderer Klassen, die das für sich auszunutzen versuchen.
Sein Verhalten verbessert sich mit der Zeit. Im Roman wird angedeutet, dass er Gefühle für Suzune entwickelt. Auch wird erwähnt, dass er ein wichtiger Freund für Kiyotaka ist.
Kanji Ike (池 寛治, Ike Kanji)
Kanji ist wie Sudo auch eher im unteren Leistungsbereich der Klasse anzusiedeln, auch wenn er kommunikativ sehr begabt und durch seine Erfahrung bewandert im campen ist und in diesem Bereich über großes Wissen verfügt.
Haruki Yamauchi (山内 春樹, Yamauchi Haruki)
Haruki ist wie Ken und Kanji im unteren Leistungsbereich der Klasse anzusiedeln. Er hat eine Tendenz zu lügen. Er hat sowohl für Kikyō als auch für Airi Gefühle. In den Nebengeschichten der Romanreihe gesteht er seine Gefühle für Airi, wird aber von ihr aufgrund ihrer Unfähigkeit mit unangenehmen Situationen umzugehen von ihr abgewiesen.
Teruhiko Yukimura (幸村 輝彦, Yukimura Teruhiko)
Teruhiko ist ein akademisch guter Schüler, der allerdings eher unsportlich ist, weswegen er letztendlich in der Klasse D landete. Aufgrund seiner eher mäßigen Leistungen während des Sportfestes bietet er an, seinen Mitschülern in einer Lerngruppe für den anstehenden Test zu lernen.
Maya Sato (佐藤 麻耶, Sato Maya)
Maya ist eine Schülerin aus Kiyotakas Klasse, die zwischenzeitlich Gefühle für diesen entwickelt. Im Roman wird deutlich, dass sie und Kei beste Freundinnen sind.

#### Schüler der C-Klasse
Kakeru Ryūen (龍園 翔, Ryūen Kakeru)
Der Anführer der C-Klasse, der Bekanntheit als gefürchteter Schulschläger erreicht hat. Er führt seine Klasse wie ein tyrannischer Diktator, indem er seine Klassenkameraden unter Androhung von Gewalt in Schach hält. Ryūen ist äußerst skrupellos und schreckt vor nichts zurück, um seine Ziele zu erreichen. So verletzt er eine Klassenkameradin während des Sportfestes der Schule schwer, um eine andere Mitschülerin zu erpressen. Ryūen ist trotz seines scheinbar rücksichtslosen Vorgehen sehr intelligent, was er in diversen Situation gezeigt hat. So schließt er während einer überraschenden Überlebenstrainingsprüfung auf einer einsamen Insel ein Abkommen mit einem anderen Klassensprecher und gibt vor diesen zu unterstützen, hat dabei jedoch lediglich den bestmöglichen Ausgang für seine eigene Klasse im Sinn. Auch geht er scheinbar einen Pakt mit Kikyō aus der D-Klasse ein, was sich jedoch später als Falle herausstellt.
Nach einem Vorfall mit einer anderen Schülerin aus der D-Klasse, der im letzten Moment von Ayanokōji beendet werden kann, sollte er ursprünglich der Schule verwiesen werden. Auf Gnaden Ayanokōjis, der durch einen Trick eine schützende Hand über ihn legt, darf er jedoch an der Schule verbleiben.
Mio Ibuki (伊吹 澪, Ibuki Mio)
Mio ist eine Schülerin aus der C-Klasse und Ryūens „rechte Hand“, obwohl sie dessen Ruf als Schläger verachtet. Sie ist sehr intelligent und auch äußert athletisch. Mio ist begabt im Kampfsport und kann es mit nahezu jedem Gegner aufnehmen. Während der Inselprüfung wird sie als Spion in die D-Klasse eingeschleust, mit dem Ziel, die Schlüsselkarte des Anführers zu entwenden, die für den erfolgreichen Abschluss der Prüfung notwendig war.
Albert Yamada (山田 アルベルト, Yamada Aruberuto)
Albert ist ein Schüler der C-Klasse mit afro-japanischem Hintergrund und ein Handlanger Ryūens. Obwohl er japanische Wurzeln hat, spricht er ausschließlich englisch. Er ist groß, muskulös und macht alles, wenn Ryūen es ihm befiehlt.
Daichi Ishizaki (石崎 大地, Ishizaki Daichi)
Daichi ist ein Schüler der C-Klasse. Er hat grünfarbenes Haar und dunkelgrüne Augen. Laut Honami, die in einem Fall über ihn recherchiert hat, ist er ein begabter Kämpfer, der seine Mitschüler in der Mittelschule beängstigt hat.
Hiyori Shiina (椎名 ひより, Shiina Hiyori)
Hiyori ist eine Schülerin der C-Klasse. Sie hat langes, silberfarbenes Haar und trägt zwei schwarze Haarschleifen. Sie wird als Einzelgängerin beschrieben, die sich nicht für die Spannungen unter den Klassen interessiert. Sie liest gerne Bücher. Da sie in ihrer Klasse jedoch niemanden mit ähnlichen Vorlieben finden kann, fühlt sie sich oft einsam.
Sie sorgt sich sehr um ihre Freunde. Sie freundet sich mit Kiyotaka an und spricht mit ihm oftmals über Mystery-Romane, wenn es die Situation erlaubt.
Shiho Manabe (真鍋 志保, Manabe Shiho)
Shiho Manabe ist eine ehemalige Schülerin der C-Klasse. Sie wird lediglich in der Manga- und Animeserie gezeigt, in der Romanreihe lediglich beschrieben. Im Manga hat sie helles, schulterlange Haare, die sie als Zopf trägt. Während eines Spezialtests auf einem Kreuzfahrtschiff wird sie mit drei ihren Klassenkameradinnen und Mitschülern anderer Klassen – darunter auch Kiyotaka und Kei – in eine Gruppe gelost. Sie und zwei weitere Klassenkameradinnen stellen Kei bezüglich eines früheren Vorfalls zur Rede und gehen sie massiv an. Kiyotaka nutzt ihre Clique aus, um Kei zu demütigen, filmt die Mobbingsituation mit seinem Smartphone und nutzt dieses Video während des Sportfestes gegen sie. Sie wird in einer Abstimmung aus der Klasse gewählt, was den Grund für ihr Verlassen der Schule darstellt.
Nanami Yabu (藪 菜々美, Yabu Nanami)
Nanami ist eine Schülerin der C-Klasse und Mitglied jener Gruppe, die Kei während des Spezialtests gemobbt hat.
Saki Yamashita (鈴代 紗弓, Yamashita Saki)
Saki ist eine Schülerin der C-Klasse und Mitglied jener Gruppe, die Kei während des Spezialtests gemobbt hat. Sie filmt diese Szenerie mit ihrem Smartphone.
Rika Morofuji (諸藤リカ, Morofuji Rika)
Rika ist eine Schülerin der C-Klasse. Ähnlich wie Airi aus der D-Klasse ist sie sehr zurückhaltend und schüchtern. Sie ist der Auslöser für die Mobbingattacken von Shihos Gruppe gegen Kei. Diese habe Rika mit Absicht beiseite geschubst, was sie vehement verneint. Gemeinsam mit Shiho, Nanami und Saki lauern sie Kei im Keller des Kreuzfahrtschiffes auf und verprügeln diese. Die Aktion wird heimlich von Kiyotaka, der die Situation selbst geschaffen hat, gefilmt und später gegen die Gruppe verwendet.

#### Schüler der B-Klasse
Honami Ichinose (一之瀬 帆波, Ichinose Honami)
Honami ist die Klassensprecherin der B-Klasse. Sie ist sehr freundlich, hilfsbereit und eine stets selbstlos handelnde Persönlichkeit. Sie ist sehr intelligent und wird von den Schülern bewundert und respektiert. Im Gegensatz zu den meisten anderen Schülern, verachtet sie Mitschüler der niedrigen Klassen nicht und freundet sich stattdessen mit einigen von ihnen an. In kürzester Zeit hat Honami eine beachtliche Anzahl an privaten Punkten sammeln können. Da sie über die Art und Weise, wie sie so schnell so viele Punkte sammeln ein Geheimnis macht, was ein paar Mitschüler stutzig werden lässt.
In der Romanreihe schließt sie sich der Schülervertretung an und knüpft eine enge Freundschaft mit Kiyotaka. Sie hat Interesse an dessen wahre Fähigkeiten und Intelligenz gefunden und wundert sich, warum er seine Talente vor anderen verbirgt.
Ryūji Kanzaki (神崎 隆二, Kanzaki Ryūji)
Ryūji ist ein Schüler der Klasse B. Er wird als freundlich und hilfsbereit beschrieben. Er unterstützt Honami bei ihren Nachforschungen über einen Zwischenfall zwischen Schülern der Klassen C und D.

#### Schüler der A-Klasse
Arisu Sakayanagi (坂柳 有栖, Sakayanagi Arisu)
Arisu ist die Anführerin der Klasse A und der nach ihr benannten Fraktion. Es scheint, dass sie eine Beeinträchtigung hat, da sie beim Gehen einen Stock nutzen muss. Sie wird als äußerst intelligent beschrieben und scheint ein großes Wissen bezüglich der Schulregeln und dem S-System der Schule zu besitzen. Sie und Ryūen pflegen eine ernste Rivalität. Sie hält die Angriffsversuche anderer Klassen bei Tests und Wettkämpfen zwar für amüsant aber zwecklos.
Im fünften Band der Romanreihe wurde bekannt, dass sie über die Existenz des „weißen Zimmers“ weiß und deutet zugleich an, Kiyotaka zu kennen, da sie ihn dort vor acht Jahren und 243 Tagen getroffen habe. Arisu weiß daher um dessen wahre Fähigkeiten.
Kōhei Katsuragi (葛城 康平, Katsuragi Kōhei)
Kōhei ist ein Schüler der Klasse A und Anführer der „Katsuragi“-Fraktion innerhalb des Klassenverbundes, der danach strebt, die Kontrolle über die gesamte Klasse zu erlangen. Er ist ein sehr schlauer Schüler und die am meisten respektierte Person der Klasse A. Nichtsdestotrotz büßt er aufgrund eines fehlgeschlagenen Plans während der Inselprüfung an Anerkennung ein, da diese die Klasse viele Klassenpunkte gekostet hat. Es wird angedeutet, dass sein Plan durch einen Klassenkameraden aus der „Arisu“-Fraktion sabotiert wurde, was zum Scheitern des Plans führte.
Yahiko Totsuka (戸塚 弥彦, Totsuka Yahiko)
Yahiko ist Schüler der Klasse A und Mitglied der „Katsuragi“-Fraktion. Er wird als eher egoistisch beschrieben und sieht auf seine Mitschüler aus den niedrigeren Klassen herab, was sich unter anderem darin zeigt, dass er diese als Abfall bezeichnet.
Miyabi Nagumo (南雲 雅, Nagumo Miyabi)
Miyabi ist Schüler der A-Klasse des dritten Jahrgangs und Nachfolger von Manabu Horikita als Vorsitzender der Schülervertretung. Er setzt die Regeln der Schule mit „eiserner Faust“ durch und scheut sich nicht davor, Schüler zu suspendieren, die sich gegen ihn stellen. Er wird als sehr narzisstisch beschrieben. Er bezeichnet seine Mitschüler als „Spielzeug“ und schreckt nicht davor zurück, diese zu verletzen. Es wird angedeutet, dass er eine Schwäche für schöne Frauen hat.

#### Schülervertretung
Manabu Horikita (堀北 学, Horikita Manabu)
Manabu ist der ältere Bruder von Suzune Horikita, die in der Serie der D-Klasse zugeordnet wurde. Er ist Vorsitzender der Schülervertretung und genießt ein hohes Ansehen bei den Schülern und den Lehrkräften. Manabu nimmt es seiner Schwester übel, dass sie die gleiche Schule wie er besucht. Da diese der D-Klasse zugeordnet wurde, fürchtet er, an Ansehen zu verlieren. In der Serie wird er als eine sehr intelligente Person dargestellt, der seine Rolle als Schülerratsvorsitzender sehr ernst nimmt. Zudem ist er sehr sportlich und kampfstark. Nach einem Zusammentreffen mit Kiyotaka wird Manabus Interesse an diesem geweckt.
Im Laufe der Serie beendet er seine Amtszeit als Vorsitzender des Schülerrates.
Akane Tachibana (橘 茜, Tachibana Akane)
Akane ist die ehemalige Sekretärin der Schülervertretung und war stets in Manabus Nähe anzutreffen. Es wird angedeutet, dass sie in diesen verliebt ist. Sie wird später durch den neuen Schülersprecher der Schule verwiesen. Der Verweis wurde später rückgängig gemacht.

#### Lehrkräfte
Sae Chabashira (茶柱 佐枝, Chiyabashira Sae)
Chabashira ist die Klassenlehrerin der D-Klasse und zeigt sich ihren Schützlingen kalt, emotionslos und apathisch. Obwohl sie keine hohen Erwartungen gegenüber ihrer Klasse hat, ist sie bestechlich. So ist sie bereit, den fehlenden Punkt, der zum Bestehen einer Prüfung notwendig ist, für eine gewisse Anzahl an privaten Punkten an ihre Schüler zu verkaufen.
Sie weiß um die Bestimmung der D-Klasse, in der Schüler mit großen Makeln landen. Sie droht Ayanokōji, ihn der Schule zu verweisen, sofern er es nicht schafft, mit der Klasse D in die A-Klasse aufzusteigen und seine wahren Fähigkeiten sowie Intelligenz zu offenbaren.
Chie Hoshinomiya (星之宮 知恵, Hoshinomiya Chie)
Hoshinomiya ist die Klassenlehrerin der Klasse B. Obwohl sie tollpatschig und ein Trunkenbold ist, zeigt sie sich sehr aufschlussreich. So erkennt sie vom bloßen Hörensagen ihrer Klassensprecherin Ichinose, dass Ayanokōji eine potenzielle Gefahr für den Stand ihrer Klasse werden könnte. In der Romanreihe wird dargestellt, dass sie mit Ayanokōji eine enge Beziehung aufbaut, ihn gerne neckt und mit ihm flirtet, obwohl es ihre Position als Lehrkraft dies verbietet.
Tomonari Mashima (真嶋 智也, Mashima Tomonari)
Mashima ist Englischlehrer an der Advanced Nurturing High School und Klassenlehrer der Klasse A. Er ist ein Mann im mittleren Alter, der seine Arbeit sehr ernst nimmt.
Kazuma Sakagami (坂上 数馬, Sakagami Kazuma)
Sakagami ist der Lehrer der C-Klasse. Er ist, obwohl eine Lehrkraft, sehr skrupellos und weiß zum Teil über die Machenschaften seiner Schüler Bescheid und zögert nicht, diese bei ihren Vorhaben so gut es geht zu unterstützen. So weiß er vom Plan, einen Schüler der D-Klasse zu provozieren, um diesen von der Schule fliegen zu lassen, Bescheid und unterstützt diese bei der Verhandlung des Falles vor der Schülervertretung. Nachdem eine Schülerin jedoch die potenzielle Unschuld des verdächtigen Schülers beweisen kann, knickt er schließlich ein, was zeigt, dass er weiß, wann eine Situation aussichtslos sein kann.
Chairman Narumori Sakayanagi (坂柳 成守, Sakayanagi Narumori)
Sakayanagi ist der Leiter der Schule. Er war früher der Sekretär von Professor Ayanokōji, Kiyotakas Vater, und weiß daher um das so genannte „weiße Zimmer“. Er ist Arisus Vater. Sakayanagi hält eine schützende Hand über Kiyotaka, kann dies jedoch lediglich im Rahmen der Schulregeln aufrechterhalten.

### Andere Charaktere
Professor Atsuomi Ayanokōji (綾小路 篤臣, Ayanokōji Atsuomi)
Professor Ayanokōji ist Kiyotakas Vater und Leiter der Einrichtung „weißes Zimmer“, dass gegründet wurde um Kinder zu Jugendlichen mit übermenschlichen Fähigkeiten zu trainieren, indem unnötige Eigenschaften vernachlässigt und lediglich nützliche Fähigkeiten unentwegt trainiert werden. Das Verhältnis zu seinem Sohn wird als sehr distanziert beschrieben. Er sieht Kiyotaka als seinen wertvollsten Besitz an.
Im Roman erklärt er, dass er selber keine stark ausgeprägten Eigenschaften besitzt und auch keinen guten Schulabschluss erlangen konnte, was sich in der gesamten Familie fortsetzt.